# Hitin
Hitin (grčki: χιτίνη tunika, ogrtač) je kompleksni visokomolekularni građevni polisaharid empirijske formule (C8H13O5N)n i glavni je sastojak staničnih stijenki gljiva, lišajeva, te egzoskeleta člankonožaca. Pored toga, nalazi se i u vanjskoj ljušturi mekušaca i više koljena drugih beskralježnjaka. Zaštitna uloga hitina kod beskralježnjaka vrlo je slična ulozi koju ima celuloza kod biljaka, a ta dva organska spoja su i kemijski vrlo slična.
Suprotno uvriježenom vjerovanju da hitin daje tvrdoću oklopu kukaca ili rakova, on im zapravo daje savitljivost i mekoću. Tek u kombinaciji sa strukturnim proteinom sklerotinom, kutikula postaje čvrsta i stabilna.
Hitin je, nakon celuloze, drugi najčešći biopolimer. Procjenjuje se da ga na Zemlji ima oko 106 do 107 tona. Hitin je građevni polisaharid oklopa mnogih beskralježnjaka, pri čemu najveći dio otpada na hitin u oklopima malenih račića, zvanih kril (zooplankton).
Hitin je teško razgradiv. Između ostalih razgrađivača, to čini i bakterija Vibrio cholerae, izazivač bolesti kolere. Zbog toga, nedovoljno kuhani rakovi ili gljive mogu predstavljati zdravstveni rizik.